# Karla Souza
Karla Susana Olivares Souza (født 11. december 1985)  er en mexicansk-amerikansk skuespillerinde bedst kendt for sin rolle som Laurel Castillo i ABC' retsdramaserie How to Get Away with Murder (2014-2020).

## Opvækst
Souza blev født i Mexico City den 11. december 1985 og har en chilensk far og en mexicansk mor, Mónica. Hendes bedstemor, Elba Silva, var assisterende kok for Rockefeller-familien i 20 år efter at have immigreret til New York City fra Chile i 1960'erne.   Efter at have boet i Aspen, Colorado, frem til hun var otte år gammel, ser Souza sin mormors immigration til USA som årsagen til, at hun har et amerikansk pas.  
Souza studerede først skuespil på Centro de Educación Artística, en skuespillerskole drevet af Televisa, i Mexico City. Hun gik også på skuespillerskole i Frankrig og var en del af en professionel teatertrup, der turnerede i hele landet. Mens hun stadig var i Frankrig, gik hun til audition på realityshowet Star Academy, og blev udvalgt til deltagelse, men afviste dog tilbuddet efter at have modtaget en invitation til at studere på Londons Central School of Speech and Drama. Hun dimitterde fra skolen i 2008 med en bachelor of arts i skuespil. Ved slutningen af sin studietid i London modtog hun en CCP-pris, som traditionelt gives til den mest lovende skuespillerinde i London.  Efter at være blevet udvalgt til at tage til Moskva med Anatoly Smilianski for at få skuespilsundervisning, vendte hun tilbage til Mexico City og fik her roller i tv og film, da hun var 22. 

## Karriere
Souza havde sin tv-debut i 2009 i den mexicanske telenovela Verano de amor.  Hun medvirkede senere i mexicanske sitcoms som Los Héroes del Norte og La Clinica. Hendes filmroller omfatter From Prada to Nada; i 2013 var hun også med i to mexicanske biografhits, Nosotros los Nobles og Instructions Not Included.  I 2014 flyttede Souza til Los Angeles for at kunne få engelsksprogede film- og tv-roller.  Hun blev castet til en fast rolle i den Shonda Rhimes-producerede juridiske dramaserie How to Get Away with Murder, som jurastuderende Laurel Castillo, overfor Viola Davis.   I februar 2015 var Souza på forsiden af Women's Health. 
Hun spiller i øjeblikket i en sitcom, Home Economics, sammen med Topher Grace og Caitlin McGee.

## Privatliv
I december 2013 blev Souza forlovet med bankmanden Marshall Trenkmann og parret blev gift i maj 2014.  Sammen har de to børn; datter Gianna Trenkmann (født april 2018) og søn Luka Trenkmann(født juni 2020).  
Souza taler flydende spansk, engelsk og fransk. Hun ser sig selv som kristen. 
Souza holdt en TEDx-tale i León, Guanajuato, den 21. marts 2015 med titlen "Sweet are the Fruits of Adversity." Det blev den mest sete spanske TEDx-tale med mere end en million visninger. 
I februar 2018 medvirkede Souza i den mexicanske journalist Carmen Aristeguis show og afslørede, at hun havde været offer for seksuelle overgreb. Souza oplyste, at hun som 22-årig blev voldtaget af direktøren af et tv-program hun arbejdede ved; hun navngav ikke sin voldtægtsmand. 

## Filmografi

### Film
| År   | Titel                       | Rolle                  | Noter          |
| ---- | --------------------------- | ---------------------- | -------------- |
| 1993 | Aspen Extreme               | Kimberly               |                |
| 2010 | El efecto tequila           | Ana Luisa              |                |
| 2011 | From Prada to Nada          | Lucy                   |                |
| 2012 | Suave patria                | Roxana Robledo         |                |
| 2013 | 31 días                     | Mayra                  |                |
| 2013 | Me Late Chocolate           | Moni                   |                |
| 2013 | Nosotros los Nobles         | Bárbara Noble          |                |
| 2013 | Instructions Not Included   | Jackie                 |                |
| 2014 | El Crimen del Cácaro Gumaro | Supper Burrows Manager | Scener slettet |
| 2015 | Sundown                     | Ashley Lopez           |                |
| 2016 | ¿Qué culpa tiene el niño?   | Maru                   | Også producer  |
| 2017 | Everybody Loves Somebody    | Clara Barron           |                |
| 2018 | The Jesuit                  | Collie                 |                |
| 2019 | Jacob's Ladder              | Annie/Angel            |                |
| 2020 | The Sleepover               | Jay                    |                |
| TBA  | Day Shift                   |                        | Produktion     |

### Tv
| År      | Titel                       | Rolle                        | Noter                                                  |
| ------- | --------------------------- | ---------------------------- | ------------------------------------------------------ |
| 2008    | Terminales                  | Vanessa                      | Afsnit: "Espejismos"                                   |
| 2009    | Verano de amor              | Dana Villalba Duarte         | Telenovela, 120 afsnit                                 |
| 2010    | Persons Unknown             | Dosette                      | Afsnit: "And Then There Was One"                       |
| 2010–11 | Los Héroes del Norte        | Prisca                       | Fast rolle, 36 afsnit                                  |
| 2011    | Niño Santo                  | Lucia                        | 23 afsnit                                              |
| 2012    | La Clinica                  | Maripily Rivadeneyra         | Fast rolle                                             |
| 2014–20 | How to Get Away with Murder | Laurel Castillo              | 78 afsnit Fast rolle (sæson 1–5), gæsterolle (sæson 6) |
| 2020    | El Presidente               | Lisa Harris, alias «Rosario» | 8 afsnit                                               |
| 2021    | Home Economics              | Marina                       | Fast rolle                                             |

## Priser og nomineringer
| År   | Pris                             | Kategori                             | Arbejde                     | Resultat  |
| ---- | -------------------------------- | ------------------------------------ | --------------------------- | --------- |
| 2013 | The Festival Pantalla de Cristal | Best Actress                         | Nosotros los Nobles         | Vundet    |
| 2013 | Premios ACE                      | Best New Actress                     | Suave patria                | Vundet    |
| 2014 | Diosa de Plata                   | Best Performance - Actress           | Nosotros los Nobles         | Vundet    |
| 2017 | Premios Canacine                 | Best Actress (Mejor Actriz)          | Todos queremos a alguien    | Nomineret |
| 2017 | Mexican Cinema Journalists       | Best Actress (Mejor Actriz)          | ¿Qué culpa tiene el niño?   | Nomineret |
| 2018 | Mexican Cinema Journalists       | Best Actress (Mejor Actriz)          | Todos queremos a alguien    | Nomineret |
| 2018 | Imagen Foundation Awards         | Best Supporting Actress - Television | How to Get Away with Murder | Nomineret |